# Euphorbia arceuthobioides
Euphorbia arceuthobioides ist eine Pflanzenart aus der Gattung Wolfsmilch (Euphorbia) in der Familie der Wolfsmilchgewächse (Euphorbiaceae).

## Beschreibung
Die sukkulente Euphorbia arceuthobioides wächst als sehr dicht verzweigter, zweihäusiger Strauch und wird bis 30 Zentimeter hoch. Einer dicken und etwas fleischigen Wurzel entspringen Triebe, die sich gegenständig verzweigen und 2 bis 4 Millimeter dick werden. Die weiter oben stehenden Triebe sind gegabelt und wenig angeraut. Die eiförmigen Blätter werden bis 2 Millimeter groß und sind langlebig.
Es werden zwei- bis dreifach gegabelte Cymen ausgebildet, die an einem bis 18 Millimeter langen Blütenstandstiel stehen. Die Tragblätter sind den Laubblättern ähnlich. Die Cyathien erreichen 3,5 Millimeter im Durchmesser und die Nektardrüsen sind länglich geformt. Die stumpf gelappten Früchte werden 4 Millimeter groß und stehen einem nur wenig herausragendem Stiel. Der eiförmige Samen ist runzelig und wird 2 Millimeter groß.

## Verbreitung und Systematik
Euphorbia arceuthobioides ist in Südafrika in der Provinz Westkap verbreitet.
Die Erstbeschreibung der Art erfolgte 1860 durch Pierre Edmond Boissier. Synonyme zu Euphorbia arceuthobioides sind Tirucallia arceuthobioides (Boiss.) P.V.Heath (1996), Arthrothamnus scopiformis Klotzsch (1860) und Euphorbia scopiformis (Klotzsch) Boiss..